# DFB-Hallenpokal der Frauen 2015
Der 21. DFB-Hallenpokal der Frauen wurde am 17. Januar 2015 in Magdeburg ausgetragen. Spielort war zum sechsten und letzten Mal die GETEC Arena. Grund dafür war eine Entscheidung der FIFA, alle Hallenturniere nach Futsal-Regeln auszutragen. Dies lehnten die zwölf Bundesligisten ab. Letzter Hallenpokalsieger wurde Bayer 04 Leverkusen durch ein 1:0 im Finale gegen den VfL Wolfsburg.

## Modus
Am Turnier nahmen die zwölf Mannschaften der laufenden Bundesligasaison 2014/15 teil. Die Mannschaften wurden auf drei Gruppen zu je vier Mannschaften verteilt. Innerhalb jeder Gruppe spielt jede Mannschaft einmal gegen jede andere. Die Spielzeit beträgt 1 × 12 Minuten ohne Seitenwechsel. Für einen Sieg gibt es drei Punkte, für ein Unentschieden einen Punkt. Bei Punktgleichheit nach den Gruppenspielen von zwei oder mehreren Mannschaften entscheidet zunächst die bessere Tordifferenz über die Platzierung. Ist die Tordifferenz gleich, entscheidet die höhere Anzahl der erzielten Tore. Sollte dann immer noch keine Entscheidung gefallen sein, zählt das Ergebnis im direkten Vergleich. Letztes Kriterium wäre der Zeitpunkt des ersten Turniertores.
Die Gruppensieger, die Gruppenzweiten und die zwei punktbesten Gruppendritten erreichen das Viertelfinale. Steht es ab dem Viertelfinale nach regulärer Spielzeit unentschieden, folgt ein Neunmeterschießen. Die unterlegenen Halbfinalisten belegen gemeinsam den dritten Platz.

## Spielplan

### Vorrunde

#### Gruppe A
| Pl.                     | Verein              | Sp. | S | U | N | Tore    | Diff. | Punkte |
| ----------------------- | ------------------- | --- | - | - | - | ------- | ----- | ------ |
| 1.                      | Bayer 04 Leverkusen | 3   | 2 | 0 | 1 | 007:700 | ±0    | 06     |
| 2.                      | SGS Essen           | 3   | 1 | 1 | 1 | 005:400 | +1    | 04     |
| 3.                      | VfL Wolfsburg       | 3   | 1 | 1 | 1 | 006:900 | −3    | 04     |
| 4.                      | SC Sand             | 3   | 1 | 0 | 2 | 009:700 | +2    | 03     |
| Stand: nach Turnierende |                     |     |   |   |   |         |       |        |

|                     | Ergebnis |                     |
| ------------------- | -------- | ------------------- |
| VfL Wolfsburg       | 3:1      | Bayer 04 Leverkusen |
| SC Sand             | 0:2      | SGS Essen           |
| SGS Essen           | 2:2      | VfL Wolfsburg       |
| Bayer 04 Leverkusen | 4:3      | SC Sand             |
| VfL Wolfsburg       | 1:6      | SC Sand             |
| SGS Essen           | 1:2      | Bayer 04 Leverkusen |

#### Gruppe B
| Pl.                     | Verein                 | Sp. | S | U | N | Tore    | Diff. | Punkte |
| ----------------------- | ---------------------- | --- | - | - | - | ------- | ----- | ------ |
| 1.                      | Bayern München         | 3   | 2 | 1 | 0 | 009:500 | +4    | 07     |
| 2.                      | TSG Hoffenheim         | 3   | 1 | 1 | 1 | 005:500 | ±0    | 04     |
| 3.                      | FF USV Jena            | 3   | 0 | 2 | 1 | 006:700 | −1    | 02     |
| 4.                      | 1. FFC Turbine Potsdam | 3   | 0 | 2 | 1 | 005:800 | −3    | 02     |
| Stand: nach Turnierende |                        |     |   |   |   |         |       |        |

|                        | Ergebnis |                        |
| ---------------------- | -------- | ---------------------- |
| FC Bayern München      | 4:1      | 1. FFC Turbine Potsdam |
| FF USV Jena            | 1:2      | TSG 1899 Hoffenheim    |
| TSG 1899 Hoffenheim    | 1:2      | FC Bayern München      |
| 1. FFC Turbine Potsdam | 2:2      | FF USV Jena            |
| FC Bayern München      | 3:3      | FF USV Jena            |
| TSG 1899 Hoffenheim    | 2:2      | 1. FFC Turbine Potsdam |

#### Gruppe C
| Pl.                     | Verein           | Sp. | S | U | N | Tore    | Diff. | Punkte |
| ----------------------- | ---------------- | --- | - | - | - | ------- | ----- | ------ |
| 1.                      | 1. FFC Frankfurt | 3   | 3 | 0 | 0 | 011:200 | +9    | 09     |
| 2.                      | Herforder SV     | 3   | 2 | 0 | 1 | 007:700 | ±0    | 06     |
| 3.                      | SC Freiburg      | 3   | 1 | 0 | 2 | 006:700 | −1    | 03     |
| 4.                      | MSV Duisburg     | 3   | 0 | 0 | 3 | 001:900 | −8    | 0      |
| Stand: nach Turnierende |                  |     |   |   |   |         |       |        |

|                  | Ergebnis |                  |
| ---------------- | -------- | ---------------- |
| 1. FFC Frankfurt | 3:0      | MSV Duisburg     |
| Herforder SV     | 3:2      | SC Freiburg      |
| SC Freiburg      | 1:4      | 1. FFC Frankfurt |
| MSV Duisburg     | 1:3      | Herforder SV     |
| 1. FFC Frankfurt | 4:1      | Herforder SV     |
| SC Freiburg      | 3:0      | MSV Duisburg     |

## Finalrunde

### Viertelfinale
|                     | Ergebnis |                     |
| ------------------- | -------- | ------------------- |
| Bayer 04 Leverkusen | 2:0      | SC Freiburg         |
| 1. FFC Frankfurt    | 4:1      | TSG 1899 Hoffenheim |
| FC Bayern München   | 1:4      | VfL Wolfsburg       |
| SGS Essen           | 1:0      | Herforder SV        |

### Halbfinale
|                     | Ergebnis |                  |
| ------------------- | -------- | ---------------- |
| Bayer 04 Leverkusen | 3:2      | 1. FFC Frankfurt |
| VfL Wolfsburg       | 1:0      | SGS Essen        |

### Finale
|                     | Ergebnis |               |
| ------------------- | -------- | ------------- |
| Bayer 04 Leverkusen | 1:0      | VfL Wolfsburg |

## Die Siegermannschaft
| Bayer 04 Leverkusen | |
|                     | Tor: Anna Klink, Lisa Schmitz Feld: Sharon Beck, Marisa Ewers, Anna Gasper, Rebecca Knaak, Turid Knaak, Theresa Panfil, Frauke Roenneke, Carolin Simon, Lisa Schwab, Jessica Wich Trainer: Thomas Obliers |

## Auszeichnungen
Dzsenifer Marozsán vom 1. FFC Frankfurt wurde Torschützenkönigin (5 Tore) und, wie im Vorjahr, zur besten Spielerin gewählt. Beste Torfrau wurde, wie bereits 2014 Lisa Schmitz von Bayer 04 Leverkusen. Der Fair-Play-Preis ging an den SC Sand